# Alburnus mento
Alburnus mento är en fiskart som först beskrevs av Heckel, 1837.  Alburnus mento ingår i släktet Alburnus och familjen karpfiskar. IUCN kategoriserar arten globalt som livskraftig. Inga underarter finns listade i Catalogue of Life.

## Bildgalleri

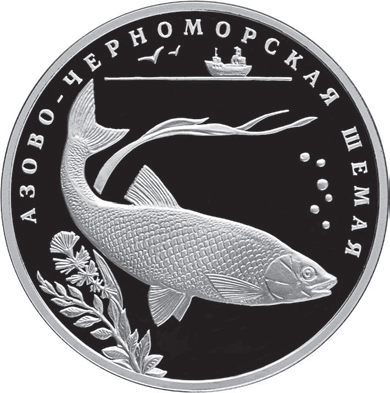